# Willy Birgel
Willy Birgel, egentligen Wilhelm Maria Birgel, född 19 september 1891 i Köln, Kejsardömet Tyskland, död 29 december 1973 i Zürich, Schweiz, var en tysk skådespelare inom teater och film. 
Birgel filmdebuterade 1934 och gjorde sedan flera tyska filmer som gentlemannamässig huvudrollsinnehavare under resten av 1930-talet. Han spelade i dessa mot bland andra Zarah Leander. Birgel medverkade i flera filmer med tydlig nazistisk propaganda fram till 1945, och efter att andra världskriget var slut belades han med arbetsförbud av segermakterna, bland annat på grund av sin roll i filmen En man på tusen (...reitet für Deutschland) 1941. Förbudet hävdes 1947 då han åter sågs på film och scen.

## Filmografi, urval
- 1935 – Kapten över bord
- 1935 – Svarta rosor
- 1937 – Till främmande strand
- 1938 – Blåräven
- 1939 – Hotel Sacher
- 1942 – Diesel
- 1947 – Möte på hotell
- 1952 – Heidi
- 1955 – Heidi och Peter
- 1956 – Rosen für Bettina
- 1957 – Helgonet och narren